# Thyge Madsen
Thyge Madsen (født 30. juli 1928, død 1. oktober 2016) er en dansk journalist og tidligere chefredaktør.
Madsen begyndte sin journalistiske karriere ved Aalborg Amtstidende og var i de følgende år ansat ved flere lokalaviser. I 1962 blev han ansvarshavende chefredaktør og administrerende direktør for Aarhus Amtstidende. Her var han dog kun et par år, idet han allerede i 1964 blev politisk redaktør for dagbladet Vestkysten. I 1966 avancerede han til ansvarshavende chefredaktør og i 1989 blev han også bladhusets administrerende direktør. Han stod i januar 1991 i spidsen for avisens fusion med Jydske Tidende til JydskeVestkysten. Midt i 1991 gik Thyge Madsen på pension. 
Han var gennem hele sit virke tilknyttet partiet Venstre, hvor han fra 1957-1960 fra formand for Venstres Ungdom for Horsens & Omegn og 1985-1994 var forretningsudvalgsmedlem. Han var også to gange formand for Danske Dagblades Forening – først fra 1979 til 1981 og igen 1989-1991. Han blev senere æresmedlem af organisationen.